# لويس الرابع دوق هسن الأكبر
لويس الرابع اسمه الحقيقي كارل فريدريش فيلهلم لودفيغ، ولد في 12 سبتمبر 1837 وتوفي في 13 مارس 1892، وكان الدوق الأكبر لهسن والراين، توج من 13 يونيو 1877 حتى وفاته.